# El Vado, Sinaloa
El Vado är en ort i Mexiko.   Den ligger i kommunen Choix och delstaten Sinaloa, i den nordvästra delen av landet, 1 200 km nordväst om huvudstaden Mexico City. El Vado ligger 217 meter över havet och antalet invånare är 118.
Terrängen runt El Vado är huvudsakligen kuperad, men åt nordväst är den platt. El Vado ligger nere i en dal. Runt El Vado är det mycket glesbefolkat, med 7 invånare per kvadratkilometer. Närmaste större samhälle är Choix, 3,1 km söder om El Vado. I omgivningarna runt El Vado växer huvudsakligen savannskog.